# Fred Asp
Fred Asp, född 1962, trummis och låtskrivare i musikgrupperna Alien Beat, Reeperbahn och Imperiet under åttiotalet.

## Biografi
Asp skivdebuterade 1981 med gruppen Oilers på etiketten Stranded på LPn Aside.
Han var medlem i Alien Beat och medverkade 1982 på singeln Kärlek in Blanco (Parlophone). Han var permanent medlem i Reeperbahn under en tid och var med om att ge ut albumet Intriger (Stranded). Den släpptes november 1983. Asp spelade trummor och piano på Heinz & Youngs enda LP Buzzbuzzboys, som släpptes i januari 1984 (Stranded).  
Asp blev medlem i Imperiet december 1984 i slutskedet av inspelningen av Blå Himlen Blues, och första turnén som trummis med Imperiet ägde rum i Norge i mars 1985. Asp medverkade tillsammans med Christian Falk på Bubbi Morthens Lp Serbian flower innan Imperiet splittrades vintern 1988.
Asp medverkade även som pianist i en tidig konstellation av Thirteen Moons.
Asp släppte 1990 soloalbumet Gracefully Chasing The Tail. 2001 släppte han poesi/musik-albumet Undrens Marknad med egen musik till talad lyrik av Wisława Szymborska (nobelpris i litteratur 1996) (Freedonia Records). 
Han har komponerat och producerat film- och teatermusik i olika sammanhang, bland annat till The Art And Design In The Stockholm Metro för världsutställningen i Sevilla 1992, Stiftelsen, Västmanlands länsteater 1993. Undrens Marknad, en lyrisk show teater Lido i Stockholm 1997/Fringe Festival, New York 1999 och Petra Von Kants Bittra Tårar, teater Plaza 1998. 
En av de mest kända låtarna Asp skrivit är Reeperbahns Små Druvor.
I maj 2024 släppte Asp den första delen av sin självbiografi Fred Asp: en obskyr trummis i Imperiet.

## Trivia
- Humorgruppen Killinggänget döpte en av sina rollfigurer i I manegen med Glenn Killing, mannen som ville partaja med sin iller Göran, till Fred Asp – ett för gruppen vid den tiden typiskt utslag av referentiell humor.

## Filmografi
- 1984 - Rosen - musikarrangör[7]
- 1987 - Vad heter Gud i efternamn? - (kortfilm) musik[8]